# Дмитриевский район (Ставропольский край)
Дмитриевский район — административно-территориальная единица в составе Ставропольского края, существовавшая в 1935—1957 годах. 
Административный центр — село Тахта.

## История
Дмитриевский район был образован в 1935 году.
В район входили сельсоветы: Тахта, Янушевское, Дмитриевское, Ново-Андреевка, Подлесный, Поссовет совхоза № 12
В 1939 году в Дмитриевском районе состояли следующие сельсоветы:
- Новоандреевский: с. Ново-Андреевское, х. Подлесный, х. Прилесный
- Первомайский: п. к-за «Соцживотновод», х. Надёжный, х. Неупорный, с. Первомайское
- Подлесненский: х. Владимировский, х. Горбачёвский, х. Красная Поляна, с. Подлесное, х. Прохладный
- Поссовет совхоза «Большевик»: Гослесопитомник, х. Огородный, х. Прогресс, х. Совхозучасток, п. Центр. усадьба совхоза № 12
- Тахтинский: х. Войков, х. Вольный, х. Восточный, х. Журавлев, х. Клин, Передовой, х. Северо-Восточный, х. Свободная совесть, с. Тахта

10 марта 1949 года в Дмитриевском районе был образован Краснополянский сельсовет.
В 1953 году Дмитриевский район выглядел таким образом:
- Краснополянский сельсовет: х. Вольный Крестьянин, п. Красная Поляна, х. Прохладный
- Новоандреевский сельсовет: п. Медвеженская лесная дача, с. Ново-Андреевка, х. Подлесный, х. Прилесный
- Первомайский сельсовет: х. Вольный, с. Первомайское
- Поссовет совхоза «Большевик»: п. фермы № 1 совхоза «Большевик», п. фермы № 2 этого совхоза, п. фермы № 3 этого совхоза, п. фермы № 4 этого совхоза, п. Центр. усадьбы этого совхоза
- Тахтинский сельсовет: х. Восточный, х. Клин, х. Передовой, с. Тахта, х. Тахтинский

20 июня 1957 года Дмитриевский район был упразднён. Поссовет с-за «Большевик» был передан в Ипатовский район, Подлесненский сельсовет - в Труновский район, а Дмитриевский, Первомайский, Радыковский и Тахтинский сельсоветы - в Красногвардейский район.